# Petite rivière Picanoc
Petite rivière Picanoc är ett vattendrag i Kanada.   Det ligger i provinsen Québec, i den sydöstra delen av landet, 120 km nordväst om huvudstaden Ottawa.
I omgivningarna runt Petite rivière Picanoc växer i huvudsak blandskog. Trakten runt Petite rivière Picanoc är nära nog obefolkad, med mindre än två invånare per kvadratkilometer.